# Mohd Faiz Subri
Mohd Faiz Subri (Air Hitam, 1987. november 8. –) maláj labdarúgó, 2015-től a Penang FA játékosa. 2016-ban ő nyerte el a Puskás-díjat.

## Sikerei, díjai
- Kelantan FA:
  - Maláj FA-kupa győztes : 2013
  - Maláj labdarúgókupa-döntős : 2013
- Penang FA:
  - Maláj Premier League ezüstérmes : 2015
- Egyéni:
  - Puskás Ferenc-díj : 2016